# حلال و حرام (فیلم)
حلال و حرام (به هندی: Dharam Karam) فیلمی محصول سال ۱۹۷۵ و به کارگردانی راندهیر کاپور است. در این فیلم بازیگرانی همچون راج کاپور، راندهیر کاپور، ریکا، دارا سینگ، جاگدیش راج ایفای نقش کرده‌اند.